# Eilert Mähler
Eilert Mähler ist ein ehemaliger schwedischer Skispringer.

## Werdegang
Sein internationales Debüt gab Mähler bei der Vierschanzentournee 1967/68, bei der er jedoch nur das Springen in Garmisch-Partenkirchen bestritt. Nachdem er dort auf der Großen Olympiaschanze nur auf Rang 56 landete, beendete er die Tournee auf dem 91. Platz der Gesamtwertung.
Nachdem er bei der Vierschanzentournee 1968/69 nicht gestartet war, ging er bei der Vierschanzentournee 1969/70 erstmals bei allen vier Springen an den Start. Jedoch gelang es ihm bei keinem der Springen, auf vordere Plätze zu springen. Die Tournee schloss er als 64. der Gesamtwertung ab. Bei der Nordischen Skiweltmeisterschaft 1970 in Štrbské Pleso landete Mähler auf den Plätzen 23 von der Normalschanze und 45 von der Großschanze.
Mit der Vierschanzentournee 1970/71 sollte Mähler schließlich seine erfolgreichste Tournee bestreiten. Bereits in Oberstdorf überraschte er auf der Schattenbergschanze mit Platz 20. Beim Neujahrsspringen in Garmisch-Partenkirchen erreichte er mit Rang 13 sein bestes Tournee-Einzelresultat in seiner Karriere. Nach Platz 26 in Innsbruck und Platz 35 auf der Paul-Außerleitner-Schanze in Bischofshofen beendete er die Tournee mit 823,6 Punkten auf dem 20. Gesamtrang.
Bei der Vierschanzentournee 1971/72 und der Vierschanzentournee 1972/73 konnte er an diesen Erfolg nicht mehr anknüpfen und beendete 1973 seine aktive Skisprungkarriere.

## Erfolge

### Vierschanzentournee-Platzierungen
| Saison  | Platz | Punkte |
| ------- | ----- | ------ |
| 1967/68 | 91.   | 182,3  |
| 1969/70 | 64.   | 664,8  |
| 1970/71 | 20.   | 823,6  |
| 1971/72 | 63.   | 709,4  |
| 1972/73 | 87.   | 459,6  |